# Pulkkinen
Pulkkinen är en ö i Finland. Den ligger i sjön Juojärvi och i kommunen Tuusniemi i den ekonomiska regionen  Nordöstra Savolax ekonomiska region  och landskapet Norra Savolax, i den centrala delen av landet, 300 km nordost om huvudstaden Helsingfors. Öns area är 29,3 hektar och dess största längd är 1,1 kilometer i öst-västlig riktning.